# Zapasy na Letnich Igrzyskach Olimpijskich 1964 – kategoria do 57 kg w stylu klasycznym
Zmagania mężczyzn do 57 kg to jedna z ośmiu męskich konkurencji w zapasach w stylu klasycznym rozgrywanych podczas Letnich Igrzysk Olimpijskich 1964. Pojedynki w tej kategorii wagowej odbyły się w dniach 16 – 19 października.
Punktacja opierała się na systemie "złych punktów karnych". Zwycięzca otrzymywał zero punktów za wygraną przez "tusz" (łopatki), a jeden punkt za wygraną na punkty. Dwa punkty przyznawano zawodnikom za remis. Za porażkę na punkty zawodnik otrzymywał trzy punkty, a za przegraną na łopatki przyznawano 4 punkty karne. Uzyskanie sześciu lub więcej punktów eliminowało zapaśnika z turnieju. Najlepsza trójka walczyła w rundzie finałowej. 

## Klasyfikacja[1]
| Pozycja | Nazwisko            | Kraj              |
| ------- | ------------------- | ----------------- |
| 1       | Masamitsu Ichiguchi | Japonia           |
| 2       | Władłen Trostianski | ZSRR              |
| 3       | Ion Cernea          | Rumunia           |
| 4       | Jiří Švec           | Czechosłowacja    |
| 5       | Cwjatko Paszkulew   | Bułgaria          |
| 5       | Kamal as-Sajjid Ali | Egipt             |
| 5       | Fritz Stange        | Niemcy            |
| 8       | Ünver Beşergil      | Turcja            |
| 9       | János Varga         | Węgry             |
| 9       | Andy Fitch          | Stany Zjednoczone |
| 11      | Bishambar Singh     | Indie             |
| 11      | Bernard Knitter     | Polska            |
| 13      | Michele Toma        | Włochy            |
| 14      | Moisés López        | Meksyk            |
| 15      | Nour Ullah Noor     | Afganistan        |
| 15      | Sijawasz Szafizade  | Iran              |
| 17      | Jang I-hyeon        | Korea Południowa  |
| 18      | Tortillano Tumasis  | Filipiny          |

## Wyniki

### Pierwsza runda[2]
| Zwycięzca           | Punkty karne | Wynik     | Przegrany           | Punkty karne |
| ------------------- | ------------ | --------- | ------------------- | ------------ |
| Fritz Stange        | 1            | Na punkty | Andy Fitch          | 3            |
| Masamitsu Ichiguchi | 0            | Łopatki   | Nour Ullah Noor     | 4            |
| Michele Toma        | 1            | Na punkty | Tortillano Tumasis  | 3            |
| Ion Cernea          | 2            | Remis     | János Varga         | 2            |
| Bernard Knitter     | 1            | Na punkty | Sijawasz Szafizade  | 3            |
| Jiří Švec           | 0            | Łopatki   | Jang I-hyeon        | 4            |
| Bishambar Singh     | 1            | Na punkty | Moisés López        | 3            |
| Władłen Trostianski | 1            | Na punkty | Ünver Beşergil      | 3            |
| Cwjatko Paszkulew   | 1            | Na punkty | Kamal as-Sajjid Ali | 3            |

### Druga runda[3]
| Zwycięzca           | Punkty karne | Wynik       | Przegrany          | Punkty karne |
| ------------------- | ------------ | ----------- | ------------------ | ------------ |
| Andy Fitch          | 4            | Na punkty   | Nour Ullah Noor    | 7            |
| Masamitsu Ichiguchi | 1            | Na punkty   | Fritz Stange       | 4            |
| János Varga         | 3            | Na punkty   | Michele Toma       | 4            |
| Ion Cernea          | 3            | Na punkty   | Bernard Knitter    | 4            |
| Jiří Švec           | 0            | Łopatki     | Sijawasz Szafizade | 7            |
| Ünver Beşergil      | 3            | Łopatki     | Jang I-hyeon       | 8            |
| Władłen Trostianski | 2            | Na punkty   | Bishambar Singh    | 4            |
| Kamal as-Sajjid Ali | 4            | Na punkty   | Moisés López       | 6            |
| Cwjatko Paszkulew   | 1            | Wycofał się | Tortillano Tumasis | 8            |

### Trzecia runda[4]
| Zwycięzca           | Punkty karne | Wynik     | Przegrany       | Punkty karne |
| ------------------- | ------------ | --------- | --------------- | ------------ |
| Fritz Stange        | 4            | Łopatki   | Michele Toma    | 8            |
| Masamitsu Ichiguchi | 2            | Na punkty | János Varga     | 7            |
| Ion Cernea          | 4            | Na punkty | Jiří Švec       | 3            |
| Władłen Trostianski | 3            | Na punkty | Bernard Knitter | 7            |
| Cwjatko Paszkulew   | 3            | Remis     | Andy Fitch      | 6            |
| Ünver Beşergil      | 4            | Na punkty | Bishambar Singh | 7            |
| Kamal as-Sajjid Ali | 4            | Bez walki |                 |              |

### Czwarta runda[5]
| Zwycięzca           | Punkty karne | Wynik     | Przegrany           | Punkty karne |
| ------------------- | ------------ | --------- | ------------------- | ------------ |
| Fritz Stange        | 6            | Remis     | Kamal as-Sajjid Ali | 6            |
| Masamitsu Ichiguchi | 3            | Na punkty | Cwjatko Paszkulew   | 6            |
| Ion Cernea          | 5            | Na punkty | Ünver Beşergil      | 7            |
| Władłen Trostianski | 5            | Remis     | Jiří Švec           | 5            |

### Runda finałowa[6]
| Zwycięzca           | Punkty karne | Wynik     | Przegrany  | Punkty karne                    |
| ------------------- | ------------ | --------- | ---------- | ------------------------------- |
| Ion Cernea          | 5            | Na punkty | Jiří Švec  | 5 (zaliczony wynik z III rundy) |
| Masamitsu Ichiguchi | 4            | Na punkty | Jiří Švec  | 8                               |
| Władłen Trostianski | 6            | Na punkty | Ion Cernea | 8                               |